# Rappin’ 4-Tay
Rappin’ 4-Tay (eigentlich Anthony Forté; * 2. März 1968 in San Francisco) ist ein US-amerikanischer Rapper aus San Francisco.

## Biografie
Als Rappin’ 4-Tay gerade die High School abschloss, hatte er seinen ersten offiziellen Auftritt als Rapper auf dem Lied Don’t Fight the Feelin’ von Too $horts Album Life Is… Too $hort. Bevor er seine Karriere fortsetzen konnte, musste er jedoch wegen des Verkaufs von Marihuana für 10 Monate ins Gefängnis. Nachdem er entlassen worden war, gründete er 1991 zusammen mit seinen Freunden Franky J und Fly das Plattenlabel Rag Top Records, sodass er sein Debütalbum Rappin’ 4-Tay Is Back veröffentlichen konnte.
Sein zweites Album – benannt wie seine erste kommerziell vertriebene Aufnahme – kam laut John Bush vom All Music Guide vor allem lokal dank seines Hardcore-Stils, der die Lebensverhältnisse im Ghetto nicht romantisierte, gut an. Trotz der erfolgreichen Singles Playaz Club und I’ll Be Around konnte das Album jedoch landesweit keine guten Chartplatzierungen erzielen. Dies gelang ihm dann 1996 mit seinem dritten Album Off Parole. Die folgenden Alben konnten daran jedoch nicht anknüpfen, obwohl er einen Gastauftritt auf Tupac Shakurs bedeutendem Album All Eyez on Me auf dem Lied Only God Can Judge Me hatte.
1995 steuerte er mit "Problems" und "A Message For Your Mind" 2 Songs zum Soundtrack zu Dangerous Minds – Wilde Gedanken bei. Letzterer enthält ein Sample von I Want You Back von The Jackson Five.

## Diskografie

### Alben
- 1991: Rappin’ 4-Tay Is Back
- 1994: Don’t Fight the Feelin’
- 1996: Off Parole
- 1997: 4 tha Hard Way
- 1998: Bigga Than Da Game
- 1999: Introduction to Mackin’
- 2003: Gangsta Gumbo
- 2007: That’s What You Thought
- 2008: The World Is a Ghetto (14 mp3-Files)
- 2011: Still Standing
- 2011: Exported Game (mit Big Willie und Spike2ms)

### Singles
- 1991: Rappin’ 4-Tay Is Back!!!
- 1994: Playaz Club
- 1994: I’ll Be Around (feat. The Spinners)
- 1995: Ain’t No Playa
- 1996: A Lil’ Some’em Some’em
- 1996: Never Talk Down
- 1997: Brin’ the Beat Back
- 1997: Money Makes the Man
- 1999: Introduction to Mackin’
- 2003: If It Wasn’t 4 U